# Festuca lenensis
Festuca lenensis är en gräsart som beskrevs av Vasiliĭ Petrovich Drobow. Festuca lenensis ingår i släktet svinglar, och familjen gräs. Inga underarter finns listade i Catalogue of Life.